# Atrobucca
Atrobucca vormt een geslacht van baarsachtige vissen uit de familie van de ombervissen (Sciaenidae). 

## Soorten
Volgens Fishbase worden de volgende soorten in dit geslacht ingedeeld:
- Atrobucca adusta Sasaki & Kailola, 1988
- Atrobucca alcocki Talwar, 1980
- Atrobucca antonbruun Sasaki, 1995
- Atrobucca bengalensis Sasaki, 1995
- Atrobucca brevis Sasaki & Kailola, 1988
- Atrobucca geniae Ben-Tuvia & Trewavas, 1987
- Atrobucca kyushini Sasaki & Kailola, 1988
- Atrobucca marleyi (Norman, 1922)
- Atrobucca nibe (Jordan & Thompson, 1911)
- Atrobucca trewavasae Talwar & Sathirajan, 1975